# Saulius Aloyzas Bernardas Kutas
Saulius Aloyzas Bernardas Kutas (* 21. Juni 1935 in Kupiškis) ist ein litauischer ehemaliger Beamter der Energiewirtschaftsverwaltung und Politiker, Energieminister Litauens.

## Leben
Ab 1938 lebte Kutas mit seiner Familie in Šėta, Bezirk Kėdainiai. Nach dem Abitur 1953 an der Mittelschule Šėta bei Kėdainiai absolvierte er von 1953 bis 1958 das Diplomstudium des Ingenieurwesens an der Elektrotechnik-Fakultät am Kauno politechnikos institutas in Kaunas und arbeitete als Ingenieur. 1990 war er stellv. Energiewirtschaftsminister.
Vom 23. Februar 1996 bis 19. November 1996 war er Energiewirtschaftsminister Litauens in der 7. von Laurynas Mindaugas Stankevičius geleiteten Regierung.
Am 23. August 2001 wurde Saulius Kutas Mitglied des Rats der Staatlichen Inspektion für Kernenergiewirtschaftssicherheit an der Litauischen Regierung (State Nuclear Power Safety Inspectorate VATESI, Valstybinė atominės energetikos saugos inspekcija prie LRV) und gleichzeitig Direktor der Inspektion. Danach arbeitete er als Experte in der Verwaltung von VATESI.
Kutas ist Mitglied im Redaktionskollegium des litauischen wissenschaftlichen Magazins „Mokslas ir technika“, Teilnehmer der internationalen und nationalen Konferenzen zu Energiewirtschaftsfragen.
Im November 2006 beschloss die litauische Regierung dem ehemaligen Energieminister die staatliche Rente (von 552 LTL, 2006) des ersten Grades für die Tätigkeit nach der Erlangung der Unabhängigkeit bei der Hilfe des Aufbaus der Energiewirtschaft zu geben.